# 푸스투아리움
푸스투아리움(라틴어: Fustuarium 막대, 가지의 뜻) 또는 장살형(杖殺刑)이란 로마 후기에 로마군에서 집행되었던 처형 방법이다. 장살의 일종이다.
전체 군기가 느슨해지거나 탈영, 탈주 등이 잇따라 부대 사기에 악영향이 있다고 판단될 때, 부대 사기에 나쁜 영향을 미치는 병사를 뽑아 군인 신분을 부정하는 뜻으로 군복을 벗기고 묶은 뒤에 동료들에 의해 죽을 때까지 매를 맞았다.

## 같이 보기
- 곤틀릿 (형벌)
- 십분의 일형